# Ueken
Ueken é uma comuna da Suíça, situada no distrito de Laufenburg, no cantão de Argóvia. Tem 5,10 km² de área e sua população em 2018 foi estimada em 903 habitantes.